# 多佛 (佛羅里達州)
多佛（英語：Dover）是位於美國佛羅里達州希爾斯波羅縣的一個人口普查指定地區。

## 地理
多佛的座標為27°59′38″N 82°13′10″W / 27.99389°N 82.21944°W，而該地最高點為海拔高度31米（即102英尺）。

## 人口
根據2010年美國人口普查的數據，多佛的面積為6.90平方千米，當中陸地面積為6.80平方千米，而水域面積為0.10平方千米。當地共有人口3702人，而人口密度為每平方千米536人。